# Piper malacocarpum
Piper malacocarpum är en pepparväxtart som beskrevs av K. Schum. & Lauterb.. Piper malacocarpum ingår i släktet Piper och familjen pepparväxter. Inga underarter finns listade i Catalogue of Life.